# Quinquatria
De Quinquatria of Quinquatrus waren feestdagen die jaarlijks in het oude Romeinse Rijk gevierd werden ter ere van de godin Minerva. Het festival vond plaats van 19 tot 23 maart; de vijfdaagse duur was ook de basis voor de naam (in het Latijn betekent quinque "vijf").
Op de eerste dag van de festiviteiten werd er voedsel geofferd aan Minerva, maar er vonden geen slachtingen van offerdieren plaats. De drie dagen daarop werden voornamelijk gevuld met gladiatorengevechten, en op de vijfde dag hield men een stille processie in de straten van Rome. Tijdens het gehele feest werden er toneelvoorstellingen opgevoerd, en de kunst werd op straat hevig bediscussieerd. Ook werden tijdens de vijf dagen de wapens, paarden en trompetten van het Romeinse leger in Rome gezuiverd om geluk in toekomstige veldslagen te garanderen.
Wetenschappers en onderwijzers kregen vrij tijdens de Quinquatria, en er werd van hen verwacht dat ze offers aan hun beschermgodin Minerva brachten. De leraren kregen na het festival geschenken van hun leerlingen. 